# بخش ویتواتر (شهرستان همیلتون، اوهایو)
بخش ویتواتر (به انگلیسی: Whitewater Township) یک منطقهٔ مسکونی در ایالات متحده آمریکا است که در شهرستان همیلتون، اوهایو واقع شده‌است.
 بخش ویتواتر ۶۸٫۲ کیلومتر مربع مساحت و ۵٬۵۱۹ نفر جمعیت دارد و ۱۵۵ متر بالاتر از سطح دریا واقع شده‌است.